# Clausthalite
La clausthalite (simbolo IMA: Cth), nota anche come piombo di selenio, è un minerale piuttosto raro della classe dei "solfuri e solfosali" con la composizione chimica PbSe, cioè è costituito da parti uguali di piombo e selenio. Da un punto di vista chimico, il minerale è quindi un seleniuro di piombo.

## Etimologia e storia
Il minerale è stato trovato nel 1832 da François Sulpice Beudant vicino a Clausthal-Zellerfeld nelle montagne dell'Alto Harz e prende il nome dalla sua località tipo, il distretto di Clausthal. La località tipo esatta è considerata la fossa di San Lorenzo.

## Classificazione
Già nell'obsoleta, ma ancora in parte in uso 8ª edizione della sistematica minerale secondo Strunz, la clausthalite apparteneva alla classe minerale di "solfuri e solfosali" e lì alla sottoclasse di "solfuri con M:S = 1:1" (tipo PbS e simili), dove insieme ad alabandite, altaite, galena, niningerite e oldhamite formava la "serie della galena" con il sistema nº II/B.11.
Nella Sistematica dei lapis (Lapis-Systematik) di Stefan Weiß, che è stata rivista e aggiornata l'ultima volta nel e che si basa ancora su questa sistematica classica di Strunz per rispetto dei collezionisti privati e delle collezioni istituzionali, il minerale è stato assegnato al numero di sistema e minerale II/C.15-50. In tale sistematica questo corrisponde alla divisione "Solfuri con metallo: S,Se,Te ≈ 1:1", dove la clausthalite forma un gruppo separato, ma senza nome, insieme ad alabandite, altaite, crerarite, galena, keilite, niningerite e oldhamite.
La 9ª edizione della sistematica minerale di Strunz, valida dal 2001 e aggiornata dall'Associazione Mineralogica Internazionale (IMA) fino al 2024, classifica anche la clausthalite nella divisione dei "solfuri metallici, M:S = 1:1 (e similari)". Tuttavia, questo è ulteriormente suddiviso in base ai metalli (cationi) predominanti nel composto, in modo che il minerale possa essere trovato in base alla sua composizione nella suddivisione "con stagno (Sn), piombo (Pb), mercurio (Hg), ecc.", dove, insieme ad alabandite, altaite, galena, keilite, niningerite e oldhamite, forma il "gruppo della galena" con il sistema nº 2.CD.10.
Anche la classificazione dei minerali di Dana, utilizzata principalmente nel mondo anglosassone, classifica la clausthalite nella classe dei "solfuri e solfosali" e lì nella sottoclasse dei "minerali solfuri". Anche qui è nel "gruppo galena (isometrico: Fm3m)" con il sistema nº 02.08.01 all'interno della suddivisione "Solfuri – compresi seleniuri e telluri – con composizione AmBnXp, con (m+n):p=1:1".

## Chimica
In forma chimicamente pura, la clausthalite è costituita per il 72,41% da piombo e per il 27,59% da selenio a un peso molecolare di 286,971 g/mol. Tuttavia, le clausthaliti naturali possono anche contenere cobalto, ferro, rame, mercurio e/o argento come miscela.
La clausthalite forma una serie cristallina mista con la galena, che è ininterrotta a 300 °C. Per questo motivo, molti depositi di galena contengono una piccola percentuale di selenio.

## Abito cristallino
La clausthalite cristallizza nel sistema cristallino cubico nel gruppo spaziale Fm3m (gruppo nº 225) ed è isotipo alla struttura del cloruro di sodio. La costante di reticolo è a = 6,121 Å. La cella unitaria possiede assi leggermente più lunghi rispetto alla galena, che è anche isotipica (PbS, 5,936 Å). Ciò è dovuto al raggio ionico leggermente maggiore degli ioni seleniuro (Se2−) nella clausthalite rispetto agli ioni solfuro (S2−) nella galena. Poiché lo zolfo e il selenio possono spesso sostituirsi a vicenda nelle strutture cristalline, la costante di reticolo di un cristallo misto Pb(S,Se) può essere compresa tra i valori di cui sopra, a seconda della proporzione dell'elemento corrispondente.

## Proprietà
La clausthalite può essere sciolta con acido solforico (H2SO4) e acido nitrico (HNO3). Inoltre, quando viene riscaldato davanti al tubo di saldatura, sviluppa un forte odore, simile al ravanello, che è tipico del selenio e dei composti di selenio quando sottoposti a tale procedura.

## Modificazioni
La varietà lerbachite (Hg,Pb)Se, che prende il nome dal villaggio di montagna di Lerbach (sud della Germania), è costituita da una miscela di clausthalite e tiemannite.
La clausthalite contiene la roterbärite microminerale.

## Origine e giacitura
La clausthalite è probabilmente il seleniuro naturale più comune. Il minerale si forma idrotermalmente nei depositi a basso tenore di zolfo e nei depositi di mercurio. Oltre ad altre seleniti come berzelianite, klockmannite, tiemannite e umangite, anche l'oro nativo, la stibiopalladinite e l'uraninite possono presentarsi come minerali di accompagnamento.
Essendo una formazione minerale piuttosto rara, la clausthalite può essere abbondante in vari siti, ma nel complesso non è molto diffusa. A partire dal 2017 sono noti circa 270 siti. Oltre alla sua località tipo della miniera di St. Lorenz vicino a Clausthal-Zellerfeld, il minerale si trova anche in Germania in altre località della Bassa Sassonia, del Baden-Württemberg (Foresta Nera), della Baviera, dell'Assia, della Renania Settentrionale-Vestfalia, della Sassonia-Anhalt (Harz) e della Sassonia (Monti Metalliferi).
In Austria, il minerale è stato finora trovato solo in una cava senza nome vicino allo Judenbauer (comune di Kirchschlag in der Buckligen Welt) nella Bassa Austria, sull'Eselberg vicino ad Altenberg an der Rax in Stiria e in una cava di calcare vicino a Lorüns nel Vorarlberg.
In Svizzera, la clausthalite è stata finora scoperta soprattutto nei cantoni di Argovia e Vallese.
Altre località includono Argentina, Australia, Belgio, Bolivia, Brasile, Bulgaria, Canada, Cina, Finlandia, Francia, Grecia, Groenlandia, Italia, Giappone, Repubblica Democratica del Congo, Giappone, Marocco, Messico, Norvegia, Polonia, Romania, Russia, Zimbabwe, Slovacchia, Sud Africa, Spagna, Svezia, Tanzania, Turchia, Repubblica Ceca, Uzbekistan, Regno Unito (UK) e Stati Uniti d'America (USA).

## Forma in cui si presenta in natura
La clausthalite non sviluppa cristalli visibili ad occhio nudo, ma si trova principalmente sotto forma di aggregati minerali granulari o massicci e aggregati minerali disseminati di colore da grigio piombo a bluastro.